# Центр рекомбінації
Центр рекомбінації (англ. recombination center) — локальний дефект кристалічної ґратки, на якому відбувається рекомбінація електрон-діркової пари. Центром рекомбінації може бути дефект, енергетичний рівень якого розміщений біля середини забороненої зони.Таку роль можуть виконувати домішкові атоми або іони, різні включення в кристалі, незаповнені вузли кристалічної ґратки, тріщини та інші недосконалості об'єму чи поверхні.  Центр може почергово захоплювати електрони та дірки, тобто, фактично, є рекомбінаційною пасткою носіїв заряду.
Процес рекомбінації здійснюється шляхом захоплення центром електрона із зони провідності з наступним захопленням дірки з валентної зони. За цього відбувається виділення енергії, величина якої дорівнює ширині забороненої зони. За випромінювальної рекомбінації ця енергія виділяється у вигляді електромагнітного випромінювання, за безвипромінювальної — передається кристалічній ґратці з утворенням фононів або через кулонівську взаємодію іншому електрону зони, переводячи його у високоенергетичний стан (оже - рекомбінація), який, релаксуючи, передає цю енергію знову ж кристалічній ґратці.